# Эрскин, Александр, 3-й лорд Эрскин
Александр Эрскин (англ. Alexander Erskine; умер между 10 марта 1508 и 10 мая 1509) — шотландский аристократ, 3-й лорд Эрскин с 1494 года. Считается де-юре 15-м графом Маром. Единственный сын Томаса Эрскина, 2-го лорда Эрскина, и Джанет Дуглас. После смерти отца унаследовал семейные владения и титул лорда Эрскина. Занимал должность губернатора замка Дамбартон, был членом Тайного совета Шотландии.
Эрскин был женат на Кристиан Кричтон (дочери сэра Роберта Кричтона и Элизабет Эрскин) и Хелен Хьюм (дочери Александра Хьюма, 1-го лорда Хьюма, и Марион Лаудер). В первом браке родились:
- Роберт (умер в 1513), 4-й лорд Эрскин[3];
- Кристиан[4];
- Агнес, жена сэра Уильяма Ментейта[5][2].

В конце XIX века комитет британской Палаты лордов постановил, что Эрскины с 1404 года должны считаться носителями титула графа Мара; соответственно Александр стал посмертно 15-м графом из этой семьи.